# Доктор Чудо
Доктор Чудо (на турски: Mucize Doktor) e турски драматичен сериал, излъчващ се премиерно през 2019 г.

## Излъчване
| Сезон | Епизоди | Начало на сезона  | Край на сезона | Всички епизоди | Тв сезон    | Тв канал | Дата и час        |
| ----- | ------- | ----------------- | -------------- | -------------- | ----------- | -------- | ----------------- |
| 1     | 28      | 12 септември 2019 | 26 март 2020   | 1 – 28         | 2019 – 2020 | FOX      | четвъртък (20:00) |
| 2     | 36      | 17 септември 2020 | 27 май 2021    | 29 – 64        | 2020 – 2021 | FOX      | четвъртък (20:00) |

### В България
| Сезон | Епизоди | Начало на сезона | Край на сезона     | Всички епизоди | Тв сезон | Тв канал | Дата и час                    |
| ----- | ------- | ---------------- | ------------------ | -------------- | -------- | -------- | ----------------------------- |
| 1     | 85      | 14 юни 2021 г.   | 8 октомври 2021 г. | 1 – 85         | 2021 г.  | bTV Lady | всеки делничен ден (21:30/20) |
| 2     | 112     | 14 март 2023 г.  | 16 август 2023 г.  | 86 – 197       | 2023 г.  | bTV Lady | всеки делничен ден (22:00)    |

В България сериалът започва на 14 юни 2021 г. по bTV Lady, като първи сезон завършва на 8 октомври. На 6 октомври започва повторение на първи сезон по bTV и свършва на 9 февруари 2022 г. На 9 ноември 2023 г. започва повторение на втори сезон и завършва на 26 март 2024 г. На 3 октомври 2022 г. започва повторно излъчване на сезона по bTV Lady и завършва на 1 февруари 2023 г. На 14 март започва втори сезон и завършва на 16 август. 
Дублажът е на студио Медиа Линк. Ролите се озвучават от Ани Василева (от първи до седемдесети епизод, от осемдесет и шести до сто четиридесет и първи епизод), Ева Демирева (от седемдесет и първи епизод до осемдесет и пети епизод, от сто четиридесет и втори до сто деветдесет и седми епизод), Златина Тасева (от първи до сто шейсет и осми епизод), Яница Маслинкова (от сто шейсет и девети до сто деветдесет и седми епизод), Александър Воронов (от първи до двадесет и осми епизод, от тридесет и седми до седемдесети епизод, от осемдесет и шести до сто шейсет и осми епизод), Симеон Владов (от двадесет и девети до тридесет и шести епизод, от седемдесет и първи епизод до осемдесет и пети епизод), Петър Бонев (от сто шейсет и девети до сто деветдесет и седми епизод), Мартин Герасков, Владимир Колев (от първи до двадесети епизод, от тридесет и седми до сто деветдесет и седми епизод) и Николай Върбанов (от двадесет и първи до тридесет и шести епизод).

## Актьорски състав
- Танер Йолмез – д-р Али Вефа
- Онур Туна – д-р Ферман Ерийт
- Синем Юнсал – д-р Назлъ Гюленгюл-Вефа
- Реха Йозджан – д-р Адил Еринч
- Мурат Айген – д-р Танжу Корман
- Хазал Тюресан – Белиз Бойсал
- Йозге Йоздер – Къвълджъм Бойсал
- Бихтер Динчел – Селви Устагил
- Фърат Алтънмеше – д-р Демир Алдърмаз
- Хаял Къоселу - Ачейля Дингин
- Корхан Ендуран – Гюнеш
- Мевре Булут – Гюлин Шеналп
- Берк Туна Токтамъшоолу – Ахмет Вефа
- Берен Гьокйълдъз – Бетюш
- Хакан Курташ – Дорук Йозтюрк (сезон 2)
- Зерин Текиндор – Вуслат Козоолу (сезон 2)
- Серкан Кескин – Мухсин Корунмаз (сезон 2)
- Езги Асароолу – Езо Козоолу (сезон 2)
- Седа Бакан – Ферда Еринч (сезон 2)
- Хюлия Айдън – Гюлджан Вефа
- Дженан Чамюрду – Хикмет Вефа
- Адин Кюлче – малкия Али Вефа